# Межняк

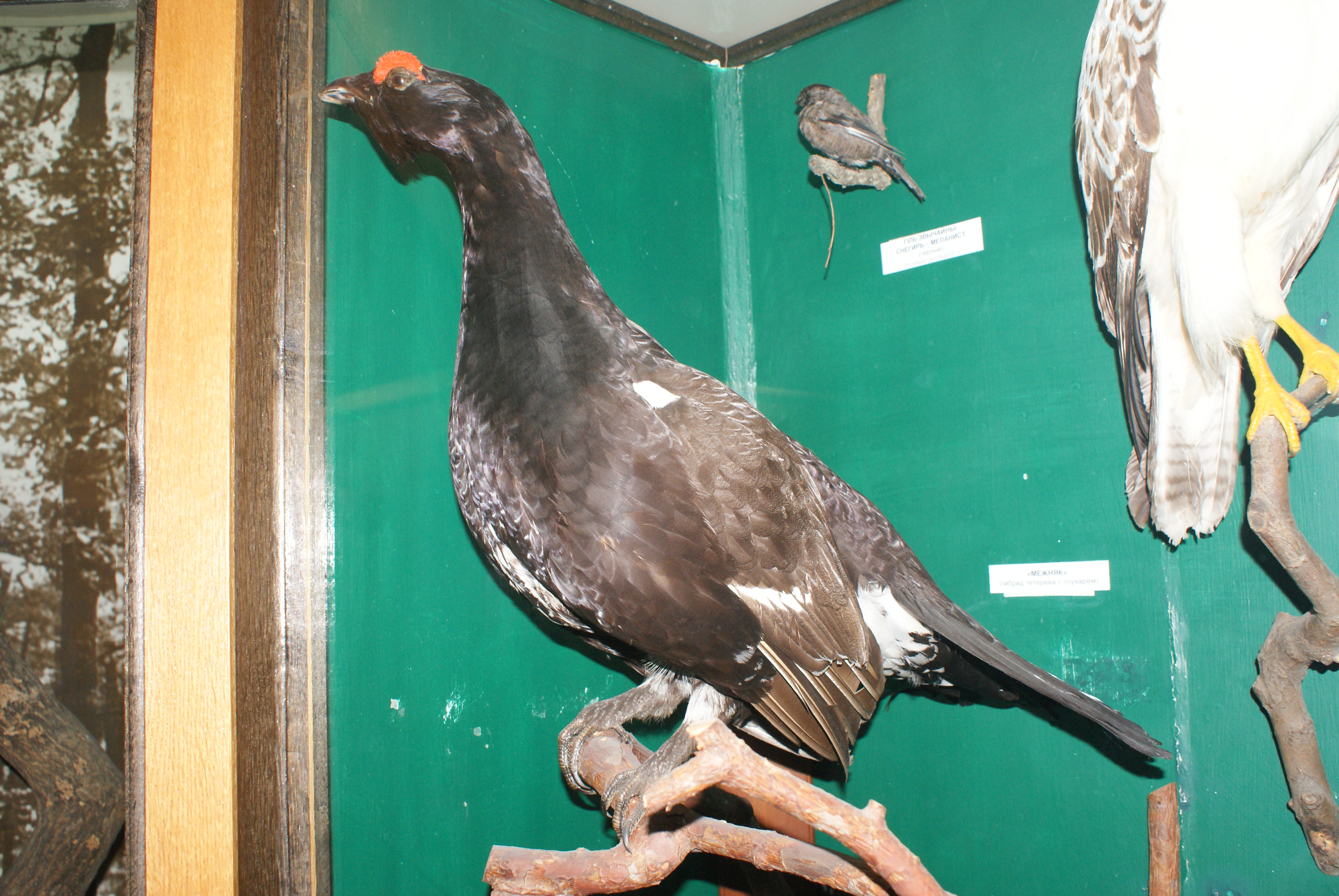
Чучело межняка в Музее природы и экологии Республики Беларусь

Межня́к (Tetrao medius) — гибрид тетерева и глухаря.
Межняки сочетают черты обоих родительских видов. Среди них больше самцов. Некоторые из них больше похожи на глухарей, а некоторые — на тетеревов. Считается, что это определяется видовой принадлежностью отца. Особи тетеревиного типа встречаются чаще.
Не способен к дальнейшему размножению. Поэтому яйца, снесенные тетерками от межняка, не дают птенцов. Межняк, обладая большими размерами и силой, чем тетерев, отгоняет самцов от тетерок и мешает нормальному ходу тока.
Охотники считают межняков вредными и стараются отстрелять их при встрече. Однако то, что межняки являются вредными, не доказано, поскольку эти гибриды встречаются слишком редко, чтобы говорить о том, что они могут принести какой-то вред.

## Происхождение
Межняки появляются в том случае, если в районе, где живут тетерева и глухари, самцов одного из этих видов не хватает. Как правило, этими самцами оказываются глухари. Отсутствие самцов объясняется интенсивной охотой, уничтожающей их. Поэтому самке приходится идти на токовище родственного вида. Самки тетеревов и глухарей внешне очень похожи друг на друга, и самцы другого вида охотно спариваются с ними. В этом случае у самки появляется потомство — выводок межняков.